# Secret letal
Secret letal (2008) (denumire originală Homeworld) este un film SF regizat de Phillip Hudson după un scenariu de Phillip Hudson și Glen Settle. În rolurile principale interpretează actorii Beau Ballinger, Bronston DeLone și Vance Harvey. Filmările au avut loc la Alameda, California.

## Prezentare
În anul 3037 Pământul a fost atacat de o rasă extraterestră numită Mendax, aceștia au abilități mentale remarcabile și au reușit să provoace iluzii oamenilor. Ca represalii, o echipă de militari este trimisă pe planeta de origine Mendax. Misiunea lor este de a transporta un virus puternic Devorgus Drain proiectat pentru a ataca sistemul imunitar al rasei Mendax, ceea ce ar duce la exterminarea întregii lor planete.  Căpitanul navei este rănit grav atunci când lor nava se prăbușește pe planeta Mendax. Atunci când va fi descoperit secretul planetei, membrii echipajului trebuie să găsească adevărul în ei însuși sau totul va fi pierdut. Dar cum pot afla adevărul atunci când tot ceea ce văd și simt poate fi o iluzie?

## Distribuție
- Beau Ballinger - Lieutenant Gray
- Bronston DeLone - Corporal Hart
- Vance Harvey - Captain Dolen
- Galen Howard - Isaac
- Larissa Kasian - Sergeant Fulsom
- Kenneth Sears - Doctor Bayne
- David Velasquez - The Colonist